# ریدز فری (نیوهمپشایر)
ریدز فری (به انگلیسی: Reeds Ferry) یک منطقهٔ مسکونی در ایالات متحده آمریکا است که در Merrimack واقع شده‌است. ریدز فری ۵۷٫۳ متر بالاتر از سطح دریا واقع شده‌است.